# フォレンツァ
フォレンツァ（イタリア語: Forenza）は、イタリア共和国バジリカータ州ポテンツァ県にある、人口約2,000人の基礎自治体（コムーネ）。

## 地理

### 位置・広がり

#### 隣接コムーネ
隣接するコムーネは以下の通り。
- アチェレンツァ
- アヴィリアーノ
- フィリアーノ
- ジネストラ
- マスキート
- パラッツォ・サン・ジェルヴァージオ
- ピエトラガッラ
- リパカンディダ